# Meidericher Spielverein von 1902 1965-1966
Questa voce raccoglie le informazioni riguardanti il Meidericher Spielverein von 1902 nelle competizioni ufficiali della stagione 1965-1966.

## Stagione
Nella stagione 1965-1966 il Meidericher, allenato da Hermann Eppenhoff, concluse il campionato di Bundesliga all'8º posto. In Coppa di Germania il Meidericher perse la finale con il Bayern Monaco.

## Rosa
| N. |                     | Ruolo | Calciatore        |
| -- | ------------------- | ----- | ----------------- |
|    | Germania (bandiera) | P     | Manfred Manglitz  |
|    | Germania (bandiera) | P     | Erich Staude      |
|    | Germania (bandiera) | D     | Michael Bella     |
|    | Germania (bandiera) | D     | Vincenz Fuchs     |
|    | Germania (bandiera) | D     | Hartmut Heidemann |
|    | Germania (bandiera) | D     | Werner Lotz       |
|    | Germania (bandiera) | D     | Manfred Müller    |
|    | Germania (bandiera) | D     | Detlef Pirsig     |
|    | Germania (bandiera) | D     | Günter Preuß      |
|    | Germania (bandiera) | D     | Johann Sabath     |
|    | Germania (bandiera) | C     | Werner Krämer     |

| N. |                        | Ruolo | Calciatore       |
| -- | ---------------------- | ----- | ---------------- |
|    | Paesi Bassi (bandiera) | C     | Heinz van Haaren |
|    | Germania (bandiera)    | A     | Friedhelm Bruns  |
|    | Germania (bandiera)    | A     | Pille Gecks      |
|    | Germania (bandiera)    | A     | Rüdiger Mielke   |
|    | Germania (bandiera)    | A     | Ludwig Nolden    |
|    | Germania (bandiera)    | A     | Heinz Pflügge    |
|    | Brasile (bandiera)     | A     | Raoul Tagliari   |
|    | Germania (bandiera)    | A     | Carl-Heinz Rühl  |
|    | Germania (bandiera)    | A     | Rudolf Schmidt   |
|    | Germania (bandiera)    | A     | Heinz Versteeg   |

## Organigramma societario
Area tecnica
- Allenatore: Hermann Eppenhoff
- Allenatore in seconda:
- Preparatore dei portieri:
- Preparatori atletici:

## Calciomercato

### Sessione estiva
| Acquisti | Acquisti        | Acquisti       | Acquisti |
| R.       | Nome            | da             | Modalità |
| -------- | --------------- | -------------- | -------- |
| D        | Vincenz Fuchs   | Magonza        |          |
| A        | Carl-Heinz Rühl | Hertha Berlino |          |

| Cessioni | Cessioni        | Cessioni         | Cessioni |
| R.       | Nome            | a                | Modalità |
| -------- | --------------- | ---------------- | -------- |
| D        | Dieter Danzberg | Bayern Monaco    |          |
| A        | Heinz Höher     | Twente           |          |
| P        | Fred Jesse      | Spora Luxembourg |          |

## Risultati

### Bundesliga

#### Girone di andata
| Arbitro: | Seekamp |

|                         |           |                 |
| Lotz 58’ van Haaren 71’ | Marcatori | 76’, 79’ Rummel |

| Arbitro: | Ohmsen |

|                         |           |  |
| Entenmann 5’ Höller 85’ | Marcatori |  |

| Arbitro: | Schreiner |

|                                                                 |           |            |
| Lotz 41’ van Haaren 45’ Rühl 56’ Nolden 63’ (rig.) Versteeg 84’ | Marcatori | 68’ Werner |

| Arbitro: | Siebert |

|                         |           |                              |
| Krämer 30’ Versteeg 38’ | Marcatori | 20’, 50’ Thielen 45’ Overath |

| Arbitro: | Jacobi |

|                          |           |  |
| Ferner 25’ Matischak 90’ | Marcatori |  |

| Arbitro: | Schulenburg |

|                     |           |                                      |
| Lotz 53’ Krämer 62’ | Marcatori | 4’ Konietzka 46’ (rig.), 80’ Grosser |

| Arbitro: | Ott |

|                        |           |  |
| Huberts 53’ Sztáni 83’ | Marcatori |  |

| Arbitro: | Betz |

|                                     |           |          |
| Mielke 36’, 75’ Lotz 58’ Sabath 69’ | Marcatori | 71’ Maas |

| Arbitro: | Handwerker |

|  |           |            |
|  | Marcatori | 84’ Krämer |

| Arbitro: | Sturm |

|                                           |           |  |
| Nolden 64’ (rig.) Gecks 79’ Heidemann 88’ | Marcatori |  |

| Arbitro: | Ohmsen |

|  |           |                              |
|  | Marcatori | 2’, 46’ Rühl 28’, 48’ Krämer |

| Arbitro: | Deuschel |

|                            |           |                               |
| Krämer 22’ Mielke 25’, 40’ | Marcatori | 6’ (rig.) Netzer 89’ Heynckes |

| Arbitro: | Herden |

|           |           |             |
| Sturm 13’ | Marcatori | 22’ Schmidt |

| Arbitro: | Kreitlein |

|                                 |           |                 |
| Rühl 46’ Krämer 55’ Schmidt 75’ | Marcatori | 78’ Pohlschmidt |

| Arbitro: | Fritz |

|                                |           |  |
| Brenninger 10’, 55’ Müller 87’ | Marcatori |  |

| Arbitro: | Deuschel |

|          |           |                           |
| Rühl 78’ | Marcatori | 4’ Bast 65’ (rig.) Reisch |

| Arbitro: | Regely |

|  |           |                                             |
|  | Marcatori | 14’ (rig.) Nolden 16’ Krämer 42’ van Haaren |

#### Girone di ritorno
| Arbitro: | Wengenmayer |

|             |           |  |
| Wrenger 87’ | Marcatori |  |

| Arbitro: | Horstmann |

|                                                                    |           |                             |
| Bella 25’ Gecks 43’ van Haaren 49’ Mielke 65’ Heidemann 73’ (rig.) | Marcatori | 66’ Entenmann 85’ Entenmann |

| Gelsenkirchen 29 gennaio 1966, ore 15:00 CET 20ª giornata | Schalke 04 | 0 – 0 referto | Meidericher | Glückauf-Kampfbahn (35 000 spett.)\| Arbitro: \| Handwerker \| |
| Arbitro:                                                  | Handwerker |               |             |                                                                |

| Arbitro: | Jacobi |

|          |           |          |
| Pott 63’ | Marcatori | 47’ Rühl |

| Arbitro: | Fischer |

|            |           |                 |
| Sabath 48’ | Marcatori | 32’, 65’ Schütz |

| Arbitro: | Herden |

|                                     |           |                             |
| Brunnenmeier 51’, 62’ Konietzka 52’ | Marcatori | 11’ Tagliari 26’, 78’ Gecks |

| Duisburg 5 marzo 1966, ore 16:00 CET 24ª giornata | Meidericher | 0 – 0 referto | Eintracht Francoforte | Wedaustadion (15 000 spett.)\| Arbitro: \| Schulenburg \| |
| Arbitro:                                          | Schulenburg |               |                       |                                                           |

| Arbitro: | Regely |

|              |           |  |
| Krafczyk 82’ | Marcatori |  |

| Arbitro: | Betz |

|                |           |  |
| van Haaren 26’ | Marcatori |  |

| Arbitro: | Lutz |

|  |           |                                                                           |
|  | Marcatori | 10’, 26’, 50’, 90’ Mielke 12’ Sabath 19’ Schmidt 46’, 83’ Krämer 89’ Rühl |

| Arbitro: | Seekamp |

|                                                                     |           |                             |
| Rühl 14’ Krämer 42’, 49’, 63’ Gecks 43’, 48’, 58’ Nolden 86’ (rig.) | Marcatori | 16’ Cieslarczyk 35’ Berking |

| Arbitro: | Siebert |

|          |           |                 |
| Rupp 78’ | Marcatori | 40’, 82’ Mielke |

| Arbitro: | Jacobi |

|                   |           |             |
| Lotz 55’ Rühl 57’ | Marcatori | 82’ Schmidt |

| Arbitro: | Riegg |

|                     |           |  |
| Wulf 67’ Seeler 83’ | Marcatori |  |

| Arbitro: | Schulenburg |

|            |           |               |
| Mielke 37’ | Marcatori | 70’ Ohlhauser |

| Arbitro: | Picker |

|                                          |           |          |
| Wild 2’, 31’ Strehl 78’ Flachenecker 86’ | Marcatori | 79’ Rühl |

| Arbitro: | Binder |

|                 |           |                       |
| Mielke 50’, 63’ | Marcatori | 57’ Rodekamp 83’ Bena |

### Coppa di Germania
| Arbitro: | Herden |

|                     |           |  |
| Lotz 42’ Mielke 65’ | Marcatori |  |

| Arbitro: | Fritz |

|                                                                 |           |  |
| Gecks 17’ van Haaren 23’, 74’ Rühl 24’ Heidemann 63’ Krämer 78’ | Marcatori |  |

| Arbitro: | Ott |

|                   |           |  |
| Nolden 24’ (rig.) | Marcatori |  |

| Arbitro: | Ohmsen |

|                                            |           |                                    |
| van Haaren 19’ Schmidt 34’, 53’ Mielke 66’ | Marcatori | 2’ Braner 50’ Reitgassl 69’ Rummel |

| Arbitro: | Schulenburg |

|                                                   |           |                          |
| Ohlhauser 31’ Brenninger 56’, 77’ Beckenbauer 82’ | Marcatori | 28’ Mielke 72’ Heidemann |

## Statistiche

### Statistiche di squadra
| Competizione      | Punti | In casa | In casa | In casa | In casa | In casa | In casa | In trasferta | In trasferta | In trasferta | In trasferta | In trasferta | In trasferta | Totale | Totale | Totale | Totale | Totale | Totale | DR  |
| Competizione      | Punti | G       | V       | N       | P       | Gf      | Gs      | G            | V            | N            | P            | Gf           | Gs           | G      | V      | N      | P      | Gf     | Gs     | DR  |
| ----------------- | ----- | ------- | ------- | ------- | ------- | ------- | ------- | ------------ | ------------ | ------------ | ------------ | ------------ | ------------ | ------ | ------ | ------ | ------ | ------ | ------ | --- |
| Bundesliga        | 36    | 17      | 9       | 4       | 4       | 45      | 25      | 17           | 5            | 4            | 8            | 25           | 23           | 34     | 14     | 8      | 12     | 70     | 48     | +22 |
| Coppa di Germania | -     | 4       | 4       | 0       | 0       | 13      | 3       | 1            | 0            | 0            | 1            | 2            | 4            | 5      | 4      | 0      | 1      | 15     | 7      | +8  |
| Totale            | 36    | 21      | 13      | 4       | 4       | 58      | 28      | 18           | 5            | 4            | 9            | 27           | 27           | 39     | 18     | 8      | 13     | 85     | 55     | +30 |

### Andamento in campionato
| Giornata  | 1 | 2  | 3 | 4  | 5  | 6  | 7  | 8  | 9  | 10 | 11 | 12 | 13 | 14 | 15 | 16 | 17 | 18 | 19 | 20 | 21 | 22 | 23 | 24 | 25 | 26 | 27 | 28 | 29 | 30 | 31 | 32 | 33 | 34 |
| --------- | - | -- | - | -- | -- | -- | -- | -- | -- | -- | -- | -- | -- | -- | -- | -- | -- | -- | -- | -- | -- | -- | -- | -- | -- | -- | -- | -- | -- | -- | -- | -- | -- | -- |
| Luogo     | C | T  | C | C  | T  | C  | T  | C  | T  | C  | T  | C  | T  | C  | T  | C  | T  | T  | C  | T  | T  | C  | T  | C  | T  | C  | T  | C  | T  | C  | T  | C  | T  | C  |
| Risultato | N | P  | V | P  | P  | P  | P  | V  | V  | V  | V  | V  | N  | V  | P  | P  | V  | P  | V  | N  | N  | P  | N  | N  | P  | V  | V  | V  | V  | V  | P  | N  | P  | N  |
| Posizione | 8 | 15 | 8 | 11 | 14 | 15 | 15 | 14 | 13 | 11 | 10 | 8  | 7  | 7  | 7  | 9  | 9  | 9  | 8  | 8  | 8  | 9  | 9  | 9  | 9  | 9  | 8  | 7  | 7  | 7  | 7  | 7  | 8  | 8  |

Legenda:

Luogo: C = Casa; T = Trasferta. Risultato: V = Vittoria; N = Pareggio; P = Sconfitta.

### Statistiche dei giocatori
| Giocatore     | Bundesliga | Bundesliga | Bundesliga  | Bundesliga | Coppa di Germania | Coppa di Germania | Coppa di Germania | Coppa di Germania | Totale   | Totale | Totale      | Totale     |
| Giocatore     | Presenze   | Reti       | Ammonizioni | Espulsioni | Presenze          | Reti              | Ammonizioni       | Espulsioni        | Presenze | Reti   | Ammonizioni | Espulsioni |
| ------------- | ---------- | ---------- | ----------- | ---------- | ----------------- | ----------------- | ----------------- | ----------------- | -------- | ------ | ----------- | ---------- |
| M. Bella      | 22         | 1          | 0           | 0          | 5                 | 0                 | 0                 | 0                 | 27       | 1      | 0           | 0          |
| F. Bruns      | 0          | 0          | 0           | 0          | 0                 | 0                 | 0                 | 0                 | 0        | 0      | 0           | 0          |
| V. Fuchs      | 1          | 0          | 0           | 0          | 0                 | 0                 | 0                 | 0                 | 1        | 0      | 0           | 0          |
| P. Gecks      | 20         | 7          | 0           | 0          | 4                 | 1                 | 0                 | 0                 | 24       | 8      | 0           | 0          |
| H. Heidemann  | 32         | 2          | 0           | 0          | 5                 | 2                 | 0                 | 0                 | 37       | 4      | 0           | 0          |
| W. Krämer     | 29         | 13         | 0           | 0          | 4                 | 1                 | 0                 | 0                 | 33       | 14     | 0           | 0          |
| W. Lotz       | 27         | 5          | 0           | 0          | 4                 | 1                 | 0                 | 0                 | 31       | 6      | 0           | 0          |
| M. Manglitz   | 34         | 0          | 0           | 0          | 5                 | 0                 | 0                 | 0                 | 39       | 0      | 0           | 0          |
| R. Mielke     | 13         | 14         | 0           | 0          | 4                 | 3                 | 0                 | 0                 | 17       | 17     | 0           | 0          |
| M. Müller     | 24         | 0          | 0           | 1          | 4                 | 0                 | 0                 | 0                 | 28       | 0      | 0           | 1          |
| L. Nolden     | 24         | 4          | 0           | 0          | 2                 | 1                 | 0                 | 0                 | 26       | 5      | 0           | 0          |
| H. Pflügge    | 0          | 0          | 0           | 0          | 0                 | 0                 | 0                 | 0                 | 0        | 0      | 0           | 0          |
| D. Pirsig     | 2          | 0          | 0           | 0          | 0                 | 0                 | 0                 | 0                 | 2        | 0      | 0           | 0          |
| G. Preuß      | 12         | 0          | 0           | 0          | 2                 | 0                 | 0                 | 0                 | 14       | 0      | 0           | 0          |
| C. Rühl       | 33         | 10         | 0           | 0          | 5                 | 1                 | 0                 | 0                 | 38       | 11     | 0           | 0          |
| J. Sabath     | 27         | 3          | 0           | 0          | 4                 | 0                 | 0                 | 0                 | 31       | 3      | 0           | 0          |
| R. Schmidt    | 26         | 3          | 0           | 0          | 2                 | 2                 | 0                 | 0                 | 28       | 5      | 0           | 0          |
| E. Staude     | 0          | 0          | 0           | 0          | 0                 | 0                 | 0                 | 0                 | 0        | 0      | 0           | 0          |
| R. Tagliari   | 4          | 1          | 0           | 0          | 0                 | 0                 | 0                 | 0                 | 4        | 1      | 0           | 0          |
| H. Versteeg   | 11         | 2          | 0           | 0          | 0                 | 0                 | 0                 | 0                 | 11       | 2      | 0           | 0          |
| H. van Haaren | 33         | 5          | 0           | 0          | 5                 | 3                 | 0                 | 0                 | 38       | 8      | 0           | 0          |